# César Echeandía
César Augusto Echeandía García (Magdalena del Mar, 28 de abril de 1952) es un exfutbolista peruano. Jugó como delantero, indistintamente como puntero derecho o izquierdo.

## Trayectoria
El año 1970 acompañando a un amigo asistió a una prueba para la Cuarta Especial de Porvenir Miraflores, siendo contratado de inmediato por recomendación del DT Amadeo Carrizo, debutando ese mismo año en el primer equipo miraflorino. Después de 3 años (1970 a 1972) en Porvenir Miraflores, en 1975, Echeandía dio un importante salto en su carrera, al llegar a Universitario de Deportes donde Permaneció hasta 1976. El año 1977 pasó a Deportivo Junín y al siguiente año, se traslada al norte de Perú (Chiclayo) para jugar por Juan Aurich durante dos años (1978 y 1979).  El año 1980 vuelve a vestir la “crema” de Universitario de Deportes hasta 1981. Para que Después vuelva al Juan Aurich en 1982 donde jugó un año. En 1983, pasó al equipo de la ciudad de Arequipa, FBC Melgar y a medio año, emigró a Canadá para firmar en el CD Nacional en la Liga Portuguesa, para que en 1985 decida colgar sus botines, en este club también llegó a ser entrenador del primer equipo.

## Selección nacional
El año 1971, es llamado a la Selección nacional por Lajos Baróti, para participar en el Preolímpico de ese año. En los meses que fue seleccionado se desempeñó como puntero izquierdo jugando 4 partidos y convirtió 2 goles.

## Clubes
| Club                | País     | Año       |
| ------------------- | -------- | --------- |
| Porvenir Miraflores | Perú     | 1969-1972 |
| Atlético Grau       | Perú     | 1973-1974 |
| Universitario       | Perú     | 1975-1976 |
| Deportivo Junín     | Perú     | 1977      |
| Juan Aurich         | Perú     | 1978-1979 |
| Universitario       | Perú     | 1980-1981 |
| Juan Aurich         | Perú     | 1982      |
| FBC Melgar          | Perú     | 1983      |
| CD Nacional         | Portugal | 1983-1985 |